# Meilleurs buteurs du Club Atlético de Madrid
 (octobre 2023).
Cet article recense les joueurs ayant marqué le plus de buts pour le club de football espagnol de l'Atlético de Madrid, depuis sa création le 26 avril 1903,.

## Liste des meilleurs buteurs
Seuls les joueurs ayant marqué au moins 50 buts sont référencés dans le tableau ci-dessous.
| #  | Nom                 | Nationalité       | Buts  | Buts    | Buts    | Buts   | Buts   | Buts   | Buts   | Buts   | Période                           | Ref.   |        |
| #  | Nom                 | Nationalité       | Total | Espagne | Espagne | Europe | Europe | Europe | Europe | Europe | Période                           | Ref.   | Autres |
| #  | Nom                 | Nationalité       | Total | Ligue   | Coupe   | Europe | Europe | Europe | Europe | Europe | Période                           | Ref.   | Autres |
| #  | Nom                 | Nationalité       | Total | Ligue   | Coupe   | C1     | C2     | C3     | C4     | SC     | Période                           | Ref.   | Autres |
| -- | ------------------- | ----------------- | ----- | ------- | ------- | ------ | ------ | ------ | ------ | ------ | --------------------------------- | ------ | ------ |
| 1  | Antoine Griezmann   | France            | 192   | 135     | 14      | 36     | -      | 6      | -      | 1      | 2014-2019 / 2021-                 | ,      |        |
| 2  | Luis Aragonés†      | Espagne           | 173   | 123     | 22      | 13     | 4      | 3      | -      | 9      | 1964-1974                         | ,      |        |
| 3  | Adrián Escudero†    | Espagne           | 169   | 150     | 17      | -      | -      | -      | -      | 2      | 1945-1958                         | [ 7 ]  |        |
| 4  | Paco Campos†        | Espagne           | 158   | 120     | 24      | -      | -      | -      | -      | 14     | 1940-1948                         | [ 8 ]  |        |
| 5  | José Eulogio Gárate | Espagne Argentine | 135   | 109     | 15      | 4      | 1      | 2      | -      | 5      | 1966-1977                         | [ 9 ]  |        |
| 6  | Fernando Torres     | Espagne           | 129   | 109     | 14      | 2      | -      | 2      | -      | 2      | 2000-2007 / 2015-2018             | [ 10 ] |        |
| 7  | Joaquín Peiró       | Espagne           | 125   | 95      | 21      | 6      | 6      | -      | -      | -      | 1954-1962                         | [ 11 ] |        |
| 8  | Adelardo            | Espagne           | 112   | 73      | 25      | 4      | 5      | -      | -      | 25     | 1959-1976                         | [ 12 ] |        |
| 9  | Julio Elicegui†     | Espagne           | 110   | 56      | 10      | -      | -      | -      | -      | 44     | 1933-1936 / 1939-1940             | ,      |        |
| 10 | Enrique Collar      | Espagne           | 104   | 71      | 22      | 6      | 6      | -      | -      | -      | 1953-1969                         | [ 15 ] |        |
| 11 | José Juncosa†       | Espagne           | 103   | 80      | 22      | -      | -      | -      | -      | 1      | 1944-1955                         | [ 16 ] |        |
| 12 | Sergio Aguëro       | Argentine         | 101   | 74      | 7       | 8      | -      | 11     | 1      | -      | 2006-2011                         | ,      |        |
| 13 | Rubén Cano          | Argentine Espagne | 97    | 82      | 7       | 2      | 4      | 2      | -      | -      | 1976-1982                         | ,      |        |
| 14 | Diego Forlán        | Uruguay           | 96    | 74      | 6       | 3      | -      | 12     | -      | 1      | 2007-2012                         | ,      |        |
| 15 | Manolo              | Espagne           | 94    | 76      | 9       | -      | 7      | 1      | -      | 1      | 1988-1995                         | [ 23 ] |        |
| 16 | Luis Marín†         | Espagne           | 93    | 52      | 5       | -      | -      | -      | -      | 36     | 1928-1936                         | ,      |        |
| 17 | Jorge Mendoça       | Portugal Angola   | 92    | 60      | 12      | 3      | 14     | -      | -      | 3      | 1958-1967                         | [ 25 ] |        |
| 18 | Diego Costa         | Espagne           | 83    | 55      | 12      | 9      | -      | 5      | 2      | -      | 2010-2011 / 2012-2014 / 2018-2020 | ,      |        |
| 19 | Hugo Sanchéz        | Mexique           | 82    | 54      | 13      | -      | -      | 1      | -      | 14     | 1981-1985                         | [ 28 ] |        |
| 20 | Ángel Correa        | Argentine         | 81    | 59      | 11      | 2      | -      | 1      | -      | 1      | 2014-                             | ,      |        |
| 21 | Miguel González     | Espagne           | 73    | 62      | 10      | 1      | -      | -      | -      | -      | 1949-1960                         | [ 31 ] |        |
| 22 | Radamel Falcao      | Colombie          | 70    | 52      | 2       | -      | -      | 13     | 3      | -      | 2011-2013                         | ,      |        |
| 23 | Javier Irureta      | Espagne           | 68    | 48      | 15      | 1      | -      | 3      | -      | 1      | 1967-1975                         | [ 34 ] |        |
| 24 | Kiko Narváez        | Espagne           | 64    | 48      | 7       | 2      | -      | 7      | -      | -      | 1993-2001                         | [ 35 ] |        |
| 25 | Larbi Ben Barek†    | Maroc             | 63    | 58      | 3       | -      | -      | -      | -      | 2      | 1948-1953                         | [ 36 ] |        |
| =  | Roberto Marina      | Espagne           | 63    | 43      | 9       | -      | 1      | 1      | -      | 9      | 1979-1990                         | ,      |        |
| 27 | Baltazar de Morais  | Brésil            | 61    | 53      | 6       | -      | -      | 2      | -      | -      | 1988-1991                         | ,      |        |
| 28 | Cosme Vázquez       | Espagne           | 59    | 11      | 14      | -      | -      | -      | -      | 34     | 1921-1922 / 1925-1929             | [ 41 ] |        |
| 29 | Rubén Ayala         | Argentine         | 58    | 45      | 4       | 1      | 5      | 2      | -      | 1      | 1973-1980                         | ,      |        |
| 30 | Paco Arencibia†     | Espagne           | 55    | 42      | 13      | -      | -      | -      | -      | -      | 1935-1947                         | ,      |        |
| 31 | Agustín Sánchez†    | Espagne           | 54    | 44      | 10      | -      | -      | -      | -      | -      | 1940-1950 / 1952-1960             | ,      |        |
| =  | Alvaro Morata       | Espagne           | 54    | 43      | 2       | 8      | -      | -      | -      | 1      | 2019-2020 / 2022-                 | ,      |        |
| 33 | Paulo Futre         | Portugal          | 52    | 38      | 7       | -      | 6      | 1      | -      | -      | 1987-1993 / 1997-1998             | [ 50 ] |        |
| 34 | Miguel Jones        | Espagne           | 51    | 28      | 16      | -      | 7      | -      | -      | -      | 1959-1967                         | [ 51 ] |        |

† : Joueurs décédés
Dernière mise à jour le 26 août 2024.

## Meilleurs buteurs par compétition
| Compétitions                    | Compétitions                    | Joueur            | Nationalité     | Buts |
| ------------------------------- | ------------------------------- | ----------------- | --------------- | ---- |
| Compétitions Nationales         | Ligue                           | Adrián Escudero†  | Espagne         | 150  |
| Compétitions Nationales         | Coupe                           | Adelardo          | Espagne         | 25   |
| Compétitions Européennes        | C1                              | Antoine Griezmann | France          | 31   |
| Compétitions Européennes        | C2                              | Jorge Mendoça     | Portugal Angola | 14   |
| Compétitions Européennes        | C3                              | Radamel Falcao    | Colombie        | 13   |
| Compétitions Européennes        | Supercoupe                      | Radamel Falcao    | Colombie        | 3    |
| Autres compétitions officielles | Autres compétitions officielles | Julio Elicegui†   | Espagne         | 44   |

Dernière mise à jour le 26 août 2024.

## A lire aussi
- Bilan saison par saison de l'Atlético de Madrid
- Joueurs les plus capés du Club Atlético de Madrid